# Magliano Alfieri
Magliano Alfieri – miejscowość i gmina we Włoszech, w regionie Piemont, w prowincji Cuneo.
Według danych na rok 2004 gminę zamieszkiwały 1672 osoby, 185,8 os./km².